# Auto Giełda Dolny Śląsk
Auto Giełda Dolny Śląsk (do 2010 jako Auto Giełda Dolnośląska) – regionalna gazeta ogłoszeniowa (ISSN 1231-7268), obejmująca swoim zasięgiem Dolny Śląsk, Śląsk Opolski, województwo lubuskie oraz teren dawnych województw kaliskiego i leszczyńskiego.
W chwili powstania (w roku 1992) gazeta była własnością dwóch prywatnych przedsiębiorców, Janusza Styrny i Mariusza Majskiego; wychodziła najpierw jako tygodnik, później dwa razy w tygodniu, potem trzy razy, od 2011 ponownie dwa razy w tygodniu. Drukowany nakład gazety zbliżał się (w okresie, gdy wychodziła dwa razy tygodniowo) do 70 tys. egz. (a nawet przekraczał tę liczbę) w wydaniu piątkowym i 50 tys. we wtorkowym. Później, przy trzech wydaniach tygodniowo łączny tygodniowy nakład wynosił ok. 50 tys. egz. Wydawca wydawał oprócz Auto Giełdy Dolnośląskiej wersje gazety również na Górny Śląsk i Małopolskę (były to: "Autogiełda Górnośląska" i "Auto Giełda Małopolska", od 2010 połączone we wspólny tytuł "Auto Giełda Małopolska – Górny Śląsk"), a także internetową wersję swego wydawnictwa. Objętość "Auto Giełdy Dolnośląskiej" wynosiła w latach 1998-2007 do 120 stron formatu tabloid. 

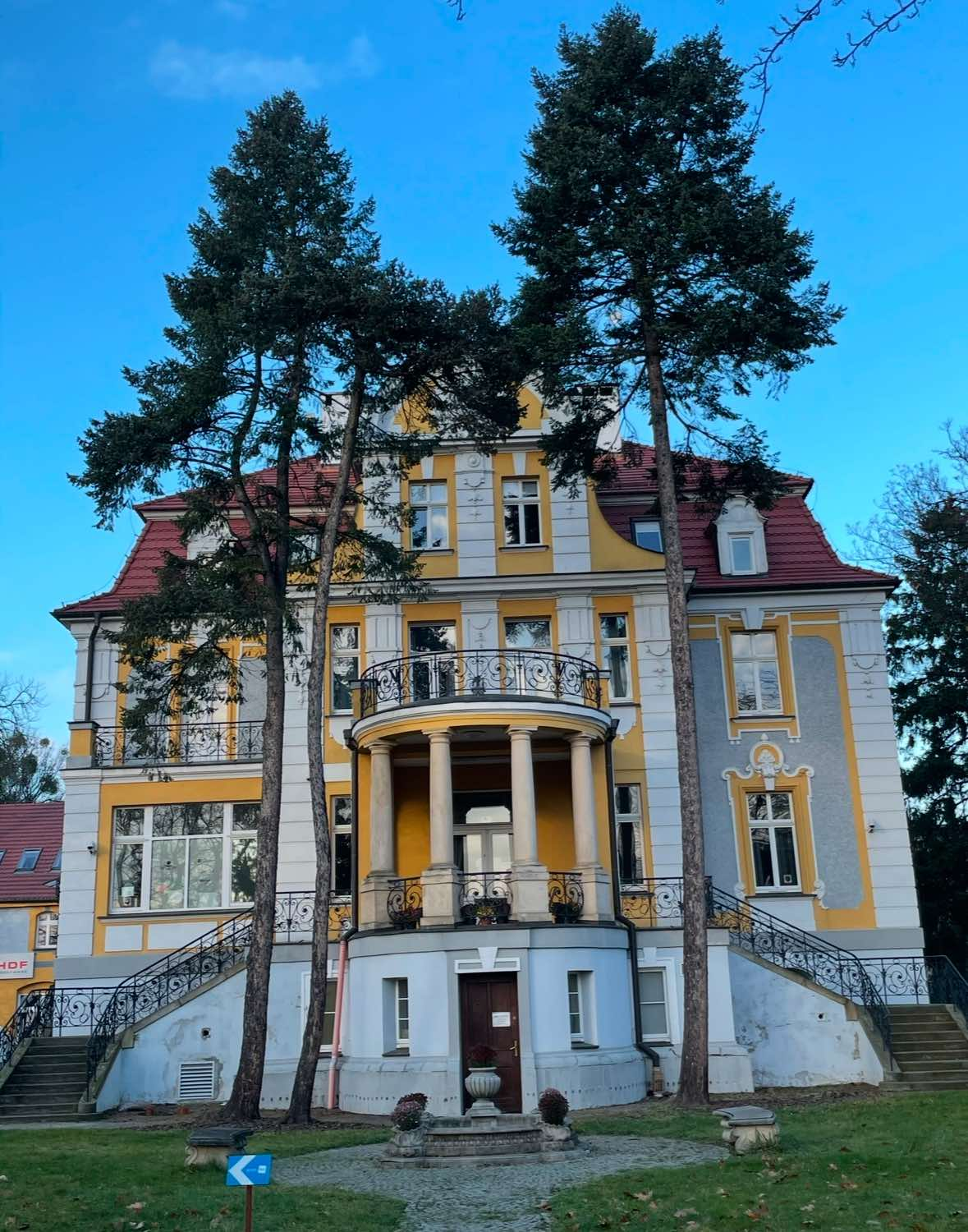

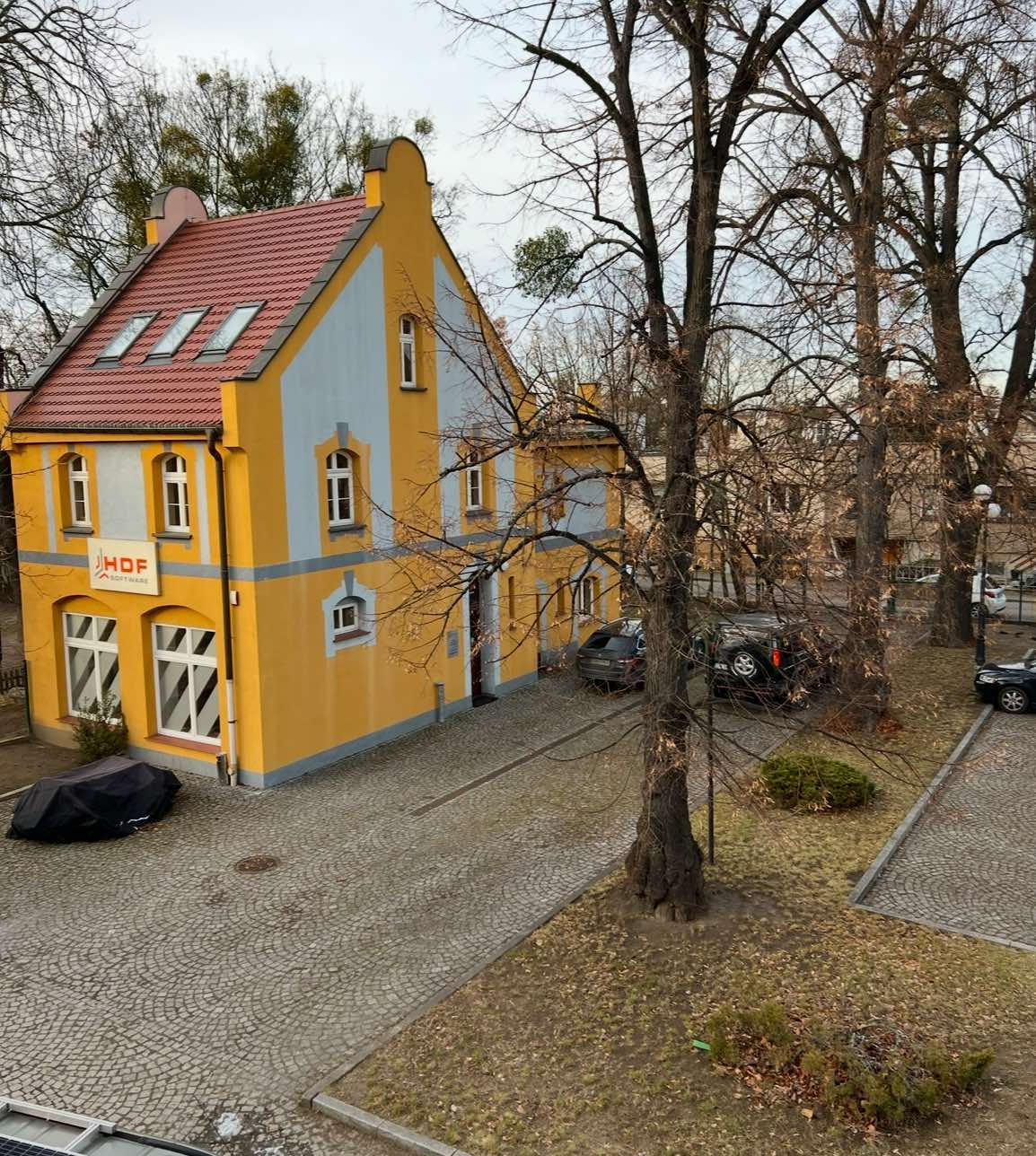

Początkowo siedziba Autogiełdy znajdowała się we Wrocławiu pod adresem Kościuszki 133, w budynku w którym mieściła się również baza PKS. W 2005  siedziba Autogiełdy przeniosła się na aleję Jana Kasprowicza 46 do "Willi nr 46" gdzie znajdowała się główna siedziba. Od strony ul. Tadeusza Zelenaya na tej samej posiadłości na której znajdował się główny budynek było Call Center autogiełdy.  
W drugiej dekadzie XXI w. tygodniowy nakład gazety spadł znacząco, do około 20 tys. egzemplarzy, spadła też liczba stron (wynosiła od 40 do 56). Gazeta wróciła do dwóch wydań w tygodniu. W grudniu 2012 zmarł jeden z założycieli gazety, Janusz Styrna. Pół roku później w stan likwidacji postawiona została wrocławska drukarnia Norpol-Press, w której przez kilkanaście poprzednich lat drukowano gazetę; druk przeniesiony został do drukarni w Opolu. Później przywrócono stary tytuł Auto Giełda Dolnośląska oraz poprzednie logo, a druk gazety przeniesiono do Bielan Wrocławskich. 30 listopada 2018 zaprzestano wydawanie gazety w wersji papierowej.
W gazecie ukazywały się przede wszystkim ogłoszenia drobne dotyczące handlu używanymi samochodami (i innymi pojazdami), a także częściami zamiennymi, antykami, zwierzętami i akcesoriami motoryzacyjnymi. Oprócz tego znajdowały się w niej oferty kupna, sprzedaży i wynajmu nieruchomości, a także z innych dziedzin.